# Benjamin Piel

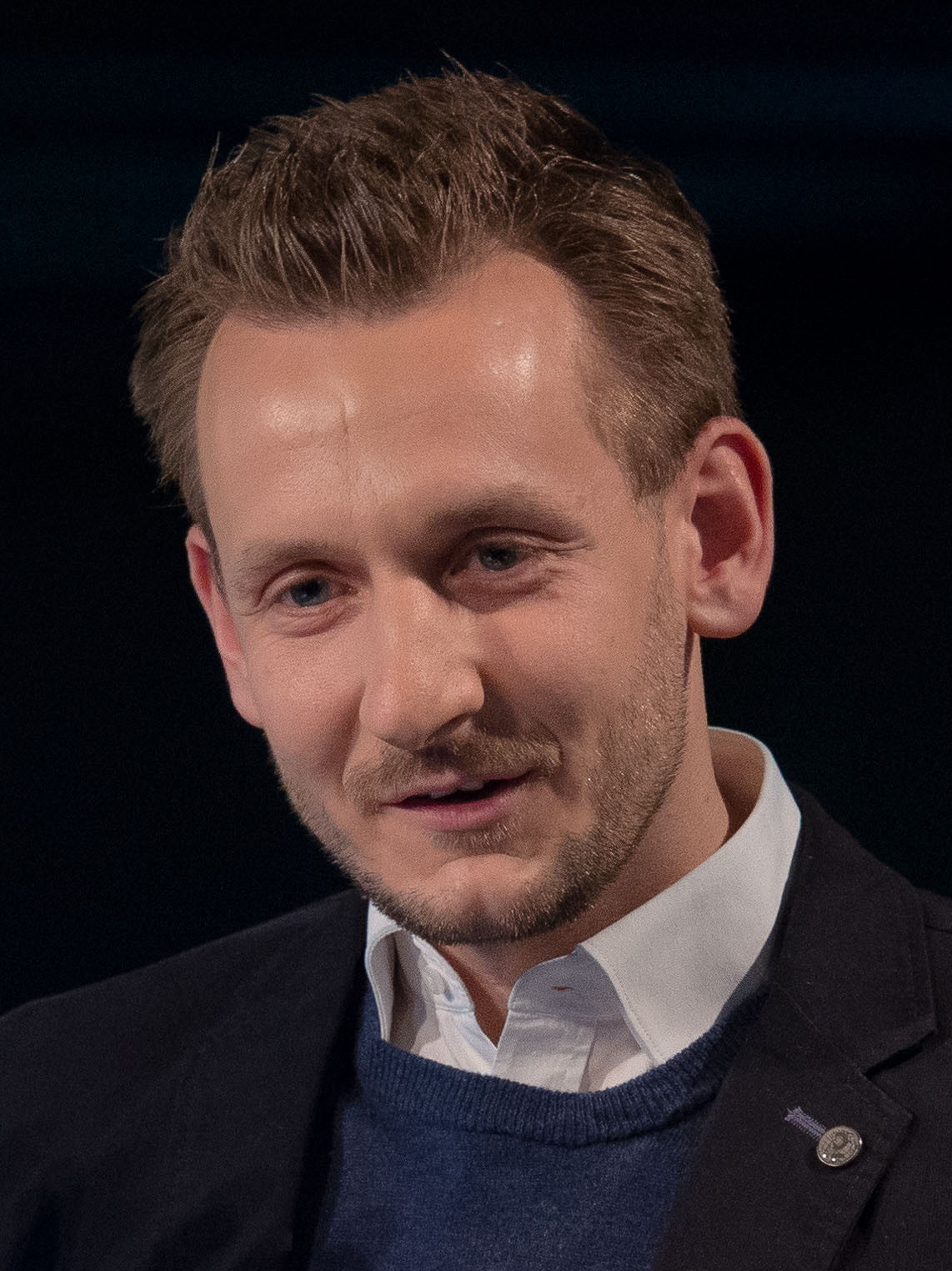
Benjamin Piel (2015)

Benjamin Piel (* 18. Januar 1984 in Hagen) ist ein deutscher Journalist, Publizist und Chefredakteur. Er ist Träger des Theodor-Wolff-Preises.

## Biografie
Piel studierte nach seinem Abitur am Friedrich-Leopold-Woeste-Gymnasium im sauerländischen Hemer Neuere deutsche Literatur, Neuere und Neueste Geschichte und Vergleichende Religionswissenschaft an der Eberhard Karls Universität Tübingen.
Anschließend volontierte er bei der Schweriner Volkszeitung, war danach Redakteur der Zeitung und wechselte 2012 als Redakteur zur Elbe-Jeetzel-Zeitung in den Landkreis Lüchow-Dannenberg. Ab 2015 leitete er zusammen mit Jens Feuerriegel die Redaktion der Elbe-Jeetzel-Zeitung. Er schreibt außerdem unregelmäßig als Autor für die Wochenzeitung Die Zeit, Zeit Online, Spiegel Online und für das Kölner Gesellschaftsmagazin Froh!. Seit dem 1. Juni 2018 war Piel Chefredakteur des Mindener Tageblatts. Unter seiner Leitung erhielt das Mindener Tageblatt zahlreiche Auszeichnungen beim European Newspaper Award sowie mehrere weitere Journalistenpreise, darunter der Theodor-Wolff-Preis, der Axel-Springer-Preis und der Kölner Recherchepreis. Seit dem 1. Januar 2025 ist er zusammen mit Silke Hellwig einer von zwei Chefredakteuren des Bremer Weser-Kuriers.
2014 wurde Piel für seinen Beitrag Bettys erstes Mal in der Elbe-Jeetzel-Zeitung mit dem Theodor-Wolff-Preis ausgezeichnet. Der Autor berichtete darin „direkt und ohne falsche Scheu“ über „Sexualbegleiter“, die behinderten Menschen zu sexuellem Erleben verhelfen.
Seit 2018 ist er als Nachfolger von Bernd Mathieu Mitglied der Jury des Theodor-Wolff-Preises.

Er ist seit 2025 Co-Chefredakteur des Weser Kuriers in Bremen.
Piel lebt in Bremen, ist verheiratet und hat drei Kinder.

## Auszeichnungen
- 2011 Erster Platz KEP-Nachwuchsjournalistenpreis für engagierte Berichterstattung der Christlichen Medienakademie Wetzlar[17]
- 2012 Landesmedienpreis Mecklenburg-Vorpommern[18]
- 2012 Zweiter Platz beim Medienpreis Rufer der drei Industrie- und Handelskammern Mecklenburg-Vorpommerns[19]
- 2012 Wahl in die Top 30 bis 30 des Medium Magazins, die Liste besonders begabter deutscher Journalisten im Alter von bis zu 30 Jahren[20]
- 2012 Finalrunde Ferdinand Simoneit-Nachwuchspreis für Wirtschafts- und Finanzjournalismus der Georg von Holtzbrinck-Schule für Wirtschaftsjournalisten[21]
- 2014 Shortlist Ernst-Schneider-Preis[21]
- 2014 Theodor-Wolff-Preis[22]
- 2014 Erster Platz Reportagepreis für junge Journalisten vom Netzwerk jungejournalisten.de, der Heinrich-Böll-Stiftung und sueddeutsche.de[23]
- 2015 Zweiter Platz Medienpreis Inklusion vom Sozialverband Deutschland[24]
- 2016 Nominierung Alternativer Medienpreis[25]
- 2017 Chefredakteur des Jahres regional (sechster Platz)[26]
- 2017 Auszeichnung „Die stärksten Medienmacher von morgen“ des Branchenmagazins Kress pro[27]
- 2018 Chefredakteur des Jahres regional (vierter Platz)[28]
- 2019 Lobende Erwähnung beim Preis „MedienSpiegel“ des Vereins zur Förderung der publizistischen Selbstkontrolle für die Kolumne „Standpunkt“[29]
- 2019 Chefredakteur des Jahres regional (dritter Platz)[30]
- 2020 Medienspiegel 2020 mit der Redaktion des Mindener Tageblatts[31]
- 2020 Chefredakteur des Jahres regional (vierter Platz)[32]
- 2023 Nominierung Deutscher Reporterpreis in der Kategorie „Lokalreportage“[33]
- 2024 Sonderpreis beim Medienspiegel mit der Redaktion des Mindener Tageblatts[34]

## Schriften (Auswahl)
- Terror-Böll. Terrorismus im Werk von Heinrich Böll. Akademische Verlagsgemeinschaft München, München 2009, ISBN 3-89975-830-7.
- Wissenschaftliche Schriften. Untersuchungen zu Literatur und Geschichte. Akademische Verlagsgemeinschaft München, München 2010, ISBN 978-3-89975-414-8.
- Lebensliebe?. Paar- und Liebesbeziehungen der Bibel neu interpretiert. Akademische Verlagsgemeinschaft München, München 2010, ISBN 978-3-89975-424-7.